# Orejana
Orejana település Spanyolországban, Segovia tartományban. Orejana Pedraza, La Matilla, Valleruela de Pedraza, Valleruela de Sepúlveda, Prádena és Arcones községekkel határos. Lakosainak száma 62 fő (2024).

## Népesség
A település népessége az elmúlt években az alábbi módon változott:
| Lakosok száma | 108  | 96   | 82   | 81   | 71   | 72   | 65   | 58   | 67   | 62   |
|               | 2001 | 2004 | 2007 | 2009 | 2012 | 2014 | 2017 | 2019 | 2022 | 2024 |